# Cattedrali in Danimarca
Questa è una lista delle cattedrali in Danimarca.

## Cattedrali luterane

### Chiesa di Danimarca
| Cattedrale                                                           | Arcidiocesi o Diocesi      | Località   | Dedicazione   | Immagine |
| -------------------------------------------------------------------- | -------------------------- | ---------- | ------------- | -------- |
| Cattedrale di San Botulfo Budolfi Kirke                              | Diocesi di Aalborg         | Aalborg    | San Botulfo   |          |
| Cattedrale di San Clemente Sct. Clemens Kirke                        | Diocesi di Aarhus          | Aarhus     | San Clemente  |          |
| Cattedrale di Nostra Signora Vor Frue Domkirke                       | Diocesi di Copenaghen      | Copenaghen | Vergine Maria |          |
| Cattedrale di Nostra Signora Haderslev Domkirke                      | Diocesi di Haderslev       | Haderslev  | Vergine Maria |          |
| Cattedrale di Maribo Maribo Domkirke                                 | Diocesi di Lolland-Falster | Maribo     | Santa Brigida |          |
| Cattedrale di San Canuto Odense Domkirke / Sct. Knuds Kirke          | Diocesi di Fionia          | Odense     | San Canuto    |          |
| Cattedrale di Sant'Olav Sankt Olai Kirke                             | Diocesi di Helsingør       | Helsingør  | Sant'Olav     |          |
| Cattedrale di Nostra Signora Maria Vor Frue Maria Domkirke           | Diocesi di Ribe            | Ribe       | Vergine Maria |          |
| Cattedrale di Roskilde Roskilde Domkirke                             | Diocesi di Roskilde        | Roskilde   | Vergine Maria |          |
| Cattedrale di Nostra Signora Viborg Domkirke eller Vor Frue Domkirke | Diocesi di Viborg          | Viborg     | Vergine Maria |          |
| Cattedrale del Salvatore Annaassisitta Oqaluffia                     | Diocesi di Groenlandia     | Nuuk       | Gesù          |          |

### Chiesa delle Isole Fær Øer
| Cattedrale                           | Diocesi                     | Città    | Dedicazione | Immagine |
| ------------------------------------ | --------------------------- | -------- | ----------- | -------- |
| Cattedrale di Tórshavn Havnar Kirkja | Diocesi delle Isole Fær Øer | Tórshavn |             |          |

### Cattedrali luterane emerite
| Cattedrale                                  | Arcidiocesi o Diocesi | Località | Dedicazione   | Immagine |
| ------------------------------------------- | --------------------- | -------- | ------------- | -------- |
| Cattedrale di Nostra Signora Vor Frue Kirke | Diocesi di Fionia     | Odense   | Vergine Maria |          |
| Cattedrale di Vestervig Vestervig Kirke     | Diocesi di Aalborg    | Thisted  |               |          |
| Cattedrale di Borglum Borglum               | Diocesi di Aalborg    | Hjørring |               |          |
| Cattedrale di Nostra Signora Vor Frue Kirke | Diocesi di Aarhus     | Aarhus   | Vergine Maria |          |
| Cattedrale di Aa Aa Kirke                   | Diocesi di Copenaghen | Bornholm |               |          |

## Cattedrali cattoliche
| Cattedrale                                                      | Diocesi               | Città      | Dedicazione   | Immagine |
| --------------------------------------------------------------- | --------------------- | ---------- | ------------- | -------- |
| Cattedrale di Copenaghen Sankt Ansgars Kirke — Katolsk Domkirke | Diocesi di Copenaghen | Copenaghen | Sant'Ansgario |          |